# TC埃利马
TC埃利马（TC Elima） 是一支位于民主刚果马塔迪的足球俱乐部，目前为民主刚果最高级别联赛刚果民主共和国足球甲级联赛球队，（页面存档备份，存于） 
球队的主体育场为卢蒙巴体育场（Stade Lumumba）（页面存档备份，存于）。